# Tom Schilling
Tom Schilling (Berlín-Mitte, República Democrática Alemana, 10 de febrero de 1982) es un actor alemán de cine y televisión.

## Carrera
Entre sus trabajos más destacados se pueden mencionar los filmes Napola, que coprotaganiza con Max Riemelt en 2004 y Ludwig II en 2012.
En 2005 participó en el docudrama Die Letzte Schlacht o La última batalla, que describe la toma de Berlín en mayo de 1945 por parte del ejército soviético.
En 2013 Schilling personificó a Friedhelm Winter en la miniserie Hijos del Tercer Reich.
En el 2018, personificó al pintor cuya vida y obra describe la película alemana Werk ohne Autor, dirigida por Florian Henckel von Donnersmarck.